# دروازه‌های کیلیکیه
دروازه‌های کیلیکیه یا گذرگاه گولک، گذرگاهی در رشته‌کوه توروس است که دشت‌های پست کیلیکیه را به فلات آناتولی وصل می‌کند. مرتفع‌ترین نقطهٔ این گذرگاه ۱٬۰۰۰ متر ارتفاع دارد.
دروازه‌های کیلیکیه در هزارهٔ اخیر شریان بازرگانی و نظامی مهمی محسوب می‌شده است. در اوایل قرن بیستم، راه‌آهن باریکی در آن کشیدند و امروزه بزرگراه طرسوس–آنکارا (جادهٔ ئی۹۰ اروپا) از آن می‌گذرد.
انتهای جنوبی دروازه‌های کیلیکیه در ۴۴ کیلومتری شمال طرسوس قرار دارد و انتهای شمالی آن تا کاپادوکیه ادامه می‌یابد.